# Ньоньюнг

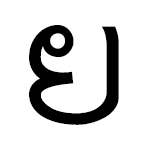

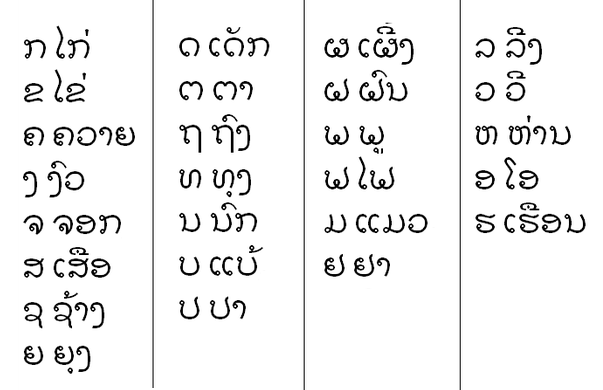
Алфавит

Ньоньюнг, ньоньунг (ньунг - комар) — ньо, восьмая буква лаосского алфавита, в тайском алфавите частично соответствует букве йойак (ракшас). В слоге может быть как инициалью, так и финалью. Как инициаль относится к согласным аксонтам (нижний класс) и означает палатальный носовой согласный (нь), может образовать слоги, произносимые 2-м, 3-м, 4-м  и 6-м тоном. 1-й и 5-й тон образуются с помощью диграфа хохан-ньоньюнг, слова начинающиеся на этот диграф в словаре находятся в разделе буквы хохан. Как финаль относится к матре мекый (финаль «Й», палатальный аппроксимант) и образует кхампен (модулируемый слог).

## Ваййакон (грамматика)
- Ньанг — вопросительное местоимение что?
- Ньом — глагольный показатель ближайшего будущего.